# Calthorpe (motocicleta)
Calthorpe fou un fabricant d'automòbils, motocicletes i bicicletes britànic amb seu a Birmingham que tingué activitat entre el 1909 i el 1939. La companyia original, fundada per George W. Hands, va començar cap al 1890 fabricant bicicletes sota la marca Hands and Cake. La societat s'anomenà inicialment Minstrel & Rea Cycle Co.

## Motocicletes
El 1910, l'empresa es va traslladar a Calthorpe's Barn Street, Birmingham, i el nom es va canviar probablement a "Calthorpe Motor Cycle Co.", ja que aquell any van aparèixer les primeres motocicletes de la marca, tant amb motor de dos temps de 211 cc com de quatre temps monocilíndrics i bicilíndrics Precision i JAP. La producció es van mantenir probablement en baixes quantitats i es va aturar el 1915 a causa de l'esclat de la Primera Guerra Mundial. Aquell any, Calthorpe acabava d'adquirir la marca PeCo (Pearson & Cole, també de Birmingham). Després de la guerra, l'empresa va romandre probablement inactiva fins que va reprendre la producció de motocicletes el 1922, aquesta vegada també amb motors Villiers i Blackburne. D'ençà de 1925, Calthorpe va fabricar els seus propis motors.

### Sèrie Ivory

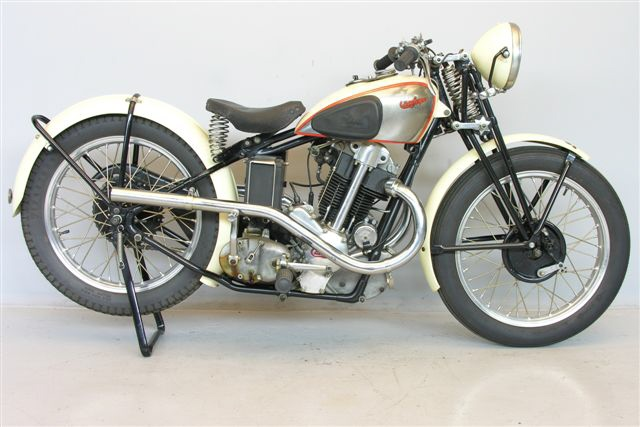
Calthorpe 500 cc M4 Ivory de 1936

El 1928, Calthorpe va fabricar models amb dipòsit de combustible actualitzat i el seu propi motor OHV monocilíndric en diverses cilindrades (250, 350 i 500 cc). Aquesta sèrie, anomenada "Ivory", va tenir un gran èxit, sobretot quan el 1930 el cilindre es va inclinar lleugerament cap endavant i se'n va crear una versió esportiva. Ben aviat van desaparèixer tots els altres models i es van fabricar només els Ivory. Malgrat tot, Calthorpe va acabar fent fallida el 1938.
Bruce Douglas va traslladar la producció a Bristol i va dissenyar uns quants prototips més, però a causa de l'esclat de la Segona Guerra Mundial, la producció no es va materialitzar. El 1945 es va fer un altre intent de revifar la marca amb motors de dos temps Villiers, però va fracassar. El 1947, Calthorpe es va associar amb DMW.